# Werner Haupt (Militärschriftsteller)
Werner Haupt (* 5. Februar 1923 in Marienberg, Freistaat Sachsen; † 4. Oktober 2005 in Djerba, Tunesien) war ein deutscher Bibliothekar und Sachbuchautor mit einem Schwerpunkt auf der Geschichte der deutschen Wehrmacht im Zweiten Weltkrieg. Nachdem Haupt den Zweiten Weltkrieg als Offizier an der Ostfront beendet hatte, arbeitete er in der Nachkriegszeit als Bibliothekar zunächst kurz in Leipzig, dann an der Ibero-Amerikanischen Bibliothek in West-Berlin und der Bibliothek für Zeitgeschichte in Stuttgart. Im Ehrenamt war er jahrelang u. a. Vorsitzender der SPD in Waiblingen nördlich von Stuttgart.
Seine Bücher erschienen vor allem in Militaria-, aber auch in rechtsextremen Verlagen. Haupt verfasste zudem Romane für die triviale, kriegsverherrlichende Heftreihe Der Landser. Historiker konstatieren in Haupts Publikationen Fehler in der Darstellung, sprachliche Unzulänglichkeiten und eine mangelnde Distanz zu ihrem Gegenstand, in Form von Verharmlosung oder Leugnung von Kriegsverbrechen bzw. Übernahme der Diktion von NS-Propaganda.

## Leben
Der im sächsischen Marienberg geborene Haupt verbrachte Kindheit und Schulzeit im Erzgebirge. Nach dem Abitur wurde er im Alter von 18 Jahren Soldat und nahm von 1941 bis 1945 am Zweiten Weltkrieg teil. Bei Kriegsende war er im Rang eines Leutnants Kompanieführer in der Panzerjägerabteilung 181 der 8. Infanterie-Division. Als Angehöriger der 18. Armee hatte er an der Belagerung Leningrads teilgenommen. Er verließ die Wehrmacht als „schwer kriegsbeschädigter“ Offizier.
Nach dem Krieg absolvierte Haupt ein Studium der Bibliothekswissenschaften, das er 1949 in Leipzig mit Staatsexamen abschloss. Seine erste Beschäftigung fand er an der Deutschen Bücherei in Leipzig, die er aus „politischen Gründen“ aufgeben musste. Er ging nach West-Berlin, wo er von 1949 bis 1960 als Bibliothekar der Stiftung Preußischer Kulturbesitz an der Ibero-Amerikanischen Bibliothek arbeitete. Von 1961 bis zum Eintritt in den Ruhestand war er im gehobenen bibliothekarischen Dienst an der Bibliothek für Zeitgeschichte in Stuttgart tätig, zuletzt als stellvertretender Direktor unter Jürgen Rohwer.
Haupt lebte in der Waiblinger Ortschaft Neustadt an der Rems. Er war acht Jahre lang Vorsitzender der Waiblinger SPD und auch im Kulturausschuss des Gemeinderates. Von 1980 bis 1989 war er Ortschaftsrat in Neustadt. 1976 erstellte er den zweiten Band der Chronik von Neustadt.
Haupt starb 2005 auf einer Urlaubsreise in Tunesien.

## Werk
In der Deutschen Nationalbibliothek sind 77 eigene Publikationen Haupts und 28 Beteiligungen an Publikationen nachgewiesen. Die meisten seiner Publikationen befassten sich mit kriegs- und militärgeschichtlichen Themen, mit Kriegswaffen, einzelnen Truppenteilen, Kriegsschauplätzen, Kämpfen und Schlachten. Diese Bücher erschienen zu einem erheblichen Teil in Militaria-Reihen und auf solche Literatur spezialisierten Verlagen wie Motorbuch, Edition Dörfler im Nebel Verlag und Podzun-Pallas. Einige Bücher publizierte Haupt auch in rechtsextremen Verlagen wie dem Türmer-Verlag, dem Vowinckel-Verlag oder, im Fall einer Übersetzung, im Druffel-Verlag. Beiträge Haupts finden sich außerdem in der Marine-Rundschau, der Wehrwissenschaftlichen Rundschau, im Deutschen Soldatenkalender, in der Zeitschrift Alte Kameraden und der rechtsextremen Deutschen Nationalzeitung und Soldaten-Zeitung und der Deutschen Wochen-Zeitung. Haupt verfasste außerdem einige Romane für die triviale Heftreihe Der Landser.
Die Publikationen Haupts wurden kritisch aufgenommen. Wilhelm Arenz vom Militärgeschichtlichen Forschungsamt der Bundeswehr befand, dass es Haupt bei der gemeinsam mit dem Briten James K. W. Bingham verfassten Darstellung Der Afrika-Feldzug 1941–1943 (Podzun-Verlag, 1968) an „klare[r], ballastlose[r] Diktion“ und „straffe[r] Linie“ mangele. Vielmehr lehne Haupt sich stellenweise textlich „sehr eng“ an deutsche Publikationen wie Die Wüstenfüchse (1960) von Paul Carell und Angriffshöhe 4000 (1964) von Cajus Bekker an, die er außerdem nur oberflächlich und sogar fehlerhaft auswerte. „Pathetisch-phrasenhafte Formulierungen“, so Arenz, könnten Haupts Ungenauigkeiten und Oberflächlichkeiten nicht verdecken. Zu Haupts Buch 1945. Das Ende im Osten (Podzun-Verlag, 1970) schrieb Arenz, dass Haupt den im Untertitel des Buches genannten Themen – Kampf in Ost- und Mitteldeutschland und Untergang der Wehrmacht-Divisionen – in „keiner Weise“ gewachsen sei und sowohl den notwendigen Überblick als auch genaue Einzelkenntnisse über das militärische Geschehen und die Vorgänge in den rückwärtigen Gebieten vermissen lasse. Mit den „die Tatsachen grob verzerrenden Pauschalaussagen“, so Arenz, „verbindet sich eine schwerlich noch zu überbietende Faktenuntreue“. „Einmaliges“ biete die Darstellung ferner an Stilblüten und grammatikalischen Schnitzern. Die Darstellung sei schon vom Ansatz her fragwürdig.
Der Militärhistoriker Gerhard Schreiber fand, dass das Buch Kriegsschauplatz Italien. 1943–1945 (Motorbuch-Verlag, 1977) „zum Seichtesten“ gehöre, was er zum Thema je gelesen habe. Haupt unterliefen hierbei einige „peinliche Fehler“. Die Aussagen zum Balkanfeldzug Italiens, zur Seeschlacht von Matapan im März 1941 und zum deutschen Engagement im mittelmeerischen Raum seien „gar zu schlicht“ und durch ihre Undifferenziertheit irreführend. Das Kapitel, sei „auf dem Niveau von Stammtischdiskussionen“ verfasst. Haupt beschränke sich in erster Linie auf die Schilderung von Schlachten, reihe Namen, Daten und Materialangaben aneinander. Seine Auslassungen zum Partisanenkampf seien „peinlich“. Er erwecke den Eindruck, dass die in Italien inhaftieren „SS-Schergen“ dort zu Unrecht in Haft säßen bzw. saßen. Die „Liste mehr oder weniger gravierender Mängel ließe sich beliebig fortsetzen“, lautet Schreibers Fazit. Haupts Darstellung sei nicht misslungen, weil „die Untersuchung primär eindimensional militärisch konzipiert ist, sondern aufgrund der Flüchtigkeit des Autors, die zu einer Reihe von Unzulänglichkeiten führte, welche es mit sich brachten, daß man das Buch unüberprüft nicht zitieren kann“. Joachim Staron rechnet Haupts Buch zu den Publikationen, in denen das Massaker von Marzabotto geleugnet und als schwerer Kampf zwischen Deutschen und Partisanen geschildert werde, bei dem Zivilisten nur zu Tode gekommen seien, weil sie zwischen die Fronten gerieten.
Die Militärhistoriker Rolf-Dieter Müller und Gerd R. Ueberschär sehen in ihrem Forschungsbericht zum Deutsch-Sowjetischen Krieg 1941–1945 Haupt als Vertreter einer Geschichtsdarstellung, die „dem interessierten und zurückschauenden Kriegsveteran einfühlsame Schilderungen erlebter Kampfereignisse an der Ostfront bot“ und durch eine „unkritische Auseinandersetzung mit dem Rußlandkrieg“ geprägt sei. Jörg Ganzenmüller kritisiert, dass Haupt in Leningrad. Die 900-Tage-Schlacht 1941–1944 (Podzun-Pallas, 1980), seiner Darstellung der Belagerung Leningrads, den Begriff „900-Tage-Schlacht“ einzuführen versuche, weil damit der Begriff „900 Tage“, der auch im Westen als Synonym für das Leid der Leningrader stehe, durch die Verbindung mit dem Wort „Schlacht“ umgedeutet werde, um die militärische Auseinandersetzung in den Vordergrund zu schieben und das Leiden der hungernden Bevölkerung in den Hintergrund zu drängen. Während Haupt über die rund eine Million Hungertoten kein Wort verliere, vermittele seine einseitige Darstellung das Geschichtsbild einer sich ritterlich verhaltenden Wehrmacht, die bereit gewesen wäre, die Leningrader zu schonen. Jörg Echternkamp findet in mehreren von Haupts Monographien eine eigenwillige Interpretation des Kriegsendes im Osten. In dem Buch 1945 in Kurland. Die letzte Front (Podzun, 1959) werde die geschichtsphilosophische Überhöhung des Krieges in der Diktion der NS-Propaganda fortgeschrieben. In dem breiteren Rahmen eines Deutungsmusters, das den Überfall auf die Sowjetunion als Kampf des christlichen Abendlandes gegen die asiatischen Barbaren hinstellte, könne man dort lesen, die deutschen Soldaten hätten mit dem Ziel gekämpft, die, so Haupt, „letzte Bastion im Osten gegen den anstürmenden Bolschewismus zu verteidigen“. Den Einsatz baltischer Freiwilliger habe Haupt als Symbol gedeutet, dass der Kampf, in Haupts Worten, „nicht um deutsche Interessen mehr, sondern für die Freiheit der Menschheit geführt wird [sic!]“.
Frank Möller stellte fest, dass Haupts Buch Rückzug im Westen 1944 (Motorbuch-Verlag, 1978) sich durch den Verzicht auf Quellennachweise nicht an ein wissenschaftliches Publikum richten könne. Auf dem Cover des Buches prangt ohne Einordnung der kriegsverherrlichenden Darstellung des Motivs das Foto „Pionierstoßtrupp“ von Otto Lanzinger, einem Mitglied einer Propagandakompanie. Die Ereignisse stelle Haupt kleinteilig dar; er zähle Waffen, Geschosse, wechselnde Befehlshaber, Abberufungen und Befehlsübergaben auf, sodass Krieg, so Möller, nicht als Ergebnis politischer Entscheidungen erscheine, sondern als Naturgesetz und Schicksal mystifiziert werde. Unkritisch übernehme Haupt die Terminologie der Nationalsozialisten, während Soldaten von Wehrmacht und Waffen-SS heroisiert würden. Möller kritisiert eine Untertitelung im Bildteil des Buches, wonach der Krieg den Frieden nicht brachte. „Das klingt ganz so“, analysiert Möller, „als habe die Intention des nationalsozialistischen Deutschlands darin bestanden, der Welt den Frieden zu bringen, statt durch seine Eroberungspolitik die Hegemonie über andere Völker zu erlangen und sie nach rassistischen Prinzipien neu zu ordnen.“
Anlässlich einer Neuausgabe von Haupts Die deutsche Schutztruppe 1889–1918 (Türmer-Verlag, 1989) attestierte Thomas Morlang dem Autor fehlende Distanz zum Thema. Haupt habe sich vor allem auf Bücher gestützt, die zwischen 1891 und 1945 erschienen und die Schutztruppen verherrlichten. Daraus habe er immer wieder ausführlich zitiert, ohne die Herkunft der Zitate kenntlich zu machen, und häufig unkritisch die Terminologie der Kolonialherren übernommen. Über die zum Teil brutale Kriegsführung der Schutztruppen lese man hingegen nichts. Insgesamt vermittele Haupt „ein einseitiges Bild des Kolonialmilitärs, das nicht dem Forschungsstand entspricht“.

## Schriften (Auswahl)
- Die Ibero-Amerikanische Bibliothek in Berlin. In: Südamerika. Illustrierte Zweimonatsschrift der Deutschsprechenden. Buenos Aires. Jahrgang 5, Heft 3, 1954, S. 233f.
- Die Nachkriegsentwicklung der Ibero-Amerikanischen Bibliothek. In: Zeitschrift für Bibliothekswesen und Bibliographie. Jahrgang 2, Heft 1, 1955, S. 58–60.
- Brasilien im II. Weltkrieg. In: Marine-Rundschau. Heft 4, 1957, S. 137–151.
- Die Schweiz im Zweiten Weltkrieg. In: Wehrwissenschaftliche Rundschau. April 1961, S. 231–237.
- Die Spezialsammlungen der WKB/BfZ. In: 50 Jahre Bibliothek für Zeitgeschichte, Weltkriegsbücherei, Stuttgart: 1915–1965. Bernard & Graefe, Frankfurt a. M., 1965.
- gemeinsam mit James K. W. Bingham: Der Afrika-Feldzug, 1941–1943. Podzun-Verlag, Dorheim, 1968.
- Tabellen zur Geschichte der Länder und Völker. Buch und Zeit Verlagsgesellschaft, Köln, 1974.
- Kriegsschauplatz Italien 1943–1945. Motorbuch Verlag, Stuttgart 1977, ISBN 3-87943-491-3.
- Moskau Rshew Orel Minsk Bildbericht der Heeresgruppe Mitte 1941–1944. Podzun-Pallas Verlag, Friedberg 1978.
- Leningrad – Die 900-Tage-Schlacht, 1941–1944. Podzun-Pallas Verlag, Friedberg 1980, ISBN 3-7909-0132-6.
- Das Postkartenarchiv der Bibliothek für Zeitgeschichte. Bernard & Grafe, 1984.
- Deutschlands Schutzgebiete in Übersee 1884–1918: Berichte, Dokumente, Fotos und Karten. Podzun-Pallas Verlag, Friedberg, 1984.
- Die deutschen Infanterie-Divisionen 1–50. Podzun-Pallas Verlag, Friedberg 1991, ISBN 3-7909-0413-9.
- Die deutschen Infanterie-Divisionen. Band 2, 2.–4. Aufstellungswelle Sommer 1939. Podzun-Pallas Verlag, Friedberg 1992, ISBN 3-7909-0445-7.
- Die deutschen Infanterie-Divisionen. Band 3, Aufstellungsjahre 1939–1945. Podzun-Pallas Verlag, Friedberg 1993, ISBN 3-7909-0476-7.
- Die deutschen Luftwaffenfelddivisionen 1941–1945. Podzun-Pallas Verlag, Friedberg 1993, ISBN 3-7909-0477-5.
- Deutsche Spezialdivisionen – Gebirgsjäger, Fallschirmjäger und andere. Podzun-Pallas Verlag, Wölfersheim-Berstadt 1995, ISBN 3-7909-0537-2.